# Energiequelle
Als Energiequelle wird in der Energiewirtschaft und Energietechnik ein Energieträger oder ein Energiewandler bezeichnet, der zur Gewinnung von Nutzenergie dient.

## Begriffsunterscheidung
Umgangssprachlich und in nicht-wissenschaftlicher Literatur werden die Begriffe Energie, Energieträger und Energiequelle oft als Synonyme verwendet, doch im wissenschaftlichen Bereich der Energietechnik haben sie unterschiedliche Bedeutungen. Die Energiequelle ist in einem abgeschlossenen System das Element, das die Energie durch Umwandlung aus einer anderen Energieform zur Verfügung stellt. Der Energieträger hingegen ist das mengenmäßig bilanzierfähige Mittel, das die Energie enthält und überträgt. Veranschaulichen lässt sich das an der Sonne, die mit ihren Kernfusionen die wichtigste Energiequelle für die Erde darstellt und die Energie mittels des Energieträgers Strahlung zur Verfügung stellt.

## Irdische Energiebilanz
Die auf der Erde nutzbaren Energiequellen entstammen zum größten Teil aus der Strahlung der Sonne. Die Sonnenstrahlung kann unmittelbar umgewandelt werden (Solarkollektor). Meist erfolgt die Nutzung jedoch mittelbar, indem eine Wechselwirkung der Sonneneinstrahlung mit der Erdoberfläche eine Energiewandlung stattfindet. Biologisch umgesetzte Energie entsteht langfristig über das Pflanzenwachstum in unterschiedlichen Zeiträumen (Biomasse, Holz, Torf, Kohle, Erdöl). Wetterauswirkungen sind kurz- und mittelfristig (Wind, Wasserkraft).
Die Erde entspricht hinsichtlich des Lichtspektrums der auf die Erde einfallenden Sonnenstrahlung näherungsweise einem schwarzen Körper. Bezogen auf die mittlere Oberflächentemperatur der Erde beträgt der Carnotfaktor 0,95, so dass die Strahlungsenergie nahezu als reine Exergie angesehen werden kann. Damit Energiequellen genutzt werden können, muss eine Temperatursenke vorhanden sein, die die Erdoberfläche darstellt. Diese wiederum emittiert Wärmestrahlung. Die Bestandteile der Atmosphäre beeinflussen die Rückstrahlung durch Absorption (Erderwärmung). Der Weltraum selber ist über die gesamte Kugelraumfläche betrachtet ebenfalls nahezu schwarz, so dass die irdische Infrarotwärmestrahlung von der Erde in den Weltraum emittiert werden kann. Die auf die Erde einfallende Sonnenstrahlung und die emittierte Wärmestrahlung müssen im Mittel gleich groß sein, damit das Temperaturgleichgewicht der Erde gegeben ist. Die letztlich auf der Sonnenenergie basierenden Energiequellen werden mit Maschinen in eine dem Menschen nützende Energie umgewandelt, und die Energie wird letztendlich als Wärme in den Weltraum emittiert.

## Formen von Energiequellen
Der Mensch braucht seit jeher verschiedene Formen von Energie zum (Über)leben. Mit der Industrialisierung hat der Energiebedarf der Menschheit zugenommen und sich gewandelt. Die Hauptenergiequelle der Erde ist die Sonne. Die Sonnenenergie ist auch die treibende Kraft für viele andere Energieträger wie zum Beispiel Meeresströmungen und den Wasserkreislauf.
Die verschiedenen Formen von Energiequellen sind im Einzelnen:
- Fossile Energie (Steinkohle, Braunkohle, Torf, Erdgas, Erdöl)
- Regenerative Energie
  - Sonnenenergie (nutzbare solare Energieeinstrahlung: Licht, Wärme)
  - Biomasse (biologischer Zerfall)
  - Windenergie (atmosphärische Strömungen)
  - Wasserkraft, einschließlich
    - Gezeiten (Tidenhub)
    - Wellenkraft (Wellenkraftwerk)
    - Meeresströmung (Meeresströmungskraftwerk)

  - Geothermie (Erdwärme)
- Kernenergie (Kernspaltung und Kernfusion)

## Anteil der einzelnen Energiequellen in Deutschland
- Anteil der einzelnen Energiequellen am Gesamtenergieverbrauch, unterschieden nach eingesetzter Primärenergie:

|                      | 2005      | 2010      | 2012      | 2018      |
| -------------------- | --------- | --------- | --------- | --------- |
| Mineralöl            | 36,0 %    | 33,6 %    | 33,0 %    | 34,0 %    |
| Erdgas               | 22,7 %    | 21,8 %    | 21,5 %    | 23,4 %    |
| Steinkohle           | 12,9 %    | 12,1 %    | 12,9 %    | 10,9 %    |
| Braunkohle           | 11,2 %    | 10,7 %    | 12,0 %    | 11,3 %    |
| Erneuerbare Energien | 4,6 %     | 9,4 %     | 11,6 %    | 13,8 %    |
| Kernenergie          | 12,5 %    | 10,9 %    | 7,9 %     | 6,3 %     |
| Sonstige             |           | 1,5 %     | 1,3 %     | 0,4 %     |
| Gesamt               | 14.244 PJ | 14.057 PJ | 13.757 PJ | 13.106 PJ |

- Anteil der einzelnen Energiequellen an der Stromerzeugung in Deutschland:[5][6]

| Energiequelle     | 1990  | 1995  | 2000  | 2005  | 2010  | 2015  | 2018  |
| ----------------- | ----- | ----- | ----- | ----- | ----- | ----- | ----- |
| Steinkohlen       | 140,8 | 147,1 | 143,1 | 134,1 | 117,0 | 117,7 | 83,2  |
| Braunkohlen       | 170,9 | 142,6 | 148,3 | 154,1 | 145,9 | 154,5 | 145,5 |
| Mineralöl         | 10,8  | 9,1   | 5,9   | 12,0  | 8,7   | 6,2   | 5,2   |
| Erdgas            | 35,9  | 41,1  | 49,2  | 72,7  | 89,3  | 62,0  | 83,4  |
| Kernenergie       | 152,5 | 154,1 | 169,6 | 163,0 | 140,6 | 91,8  | 76,0  |
| Windkraft an Land | k. A. | 1,5   | 9,5   | 27,9  | 38,9  | 72,2  | 92,2  |
| Windkraft auf See | 0,0   | 0,0   | 0,0   | 0,0   | 0,0   | 8,3   | 19,3  |
| Wasserkraft       | 19,7  | 21,6  | 24,9  | 19,6  | 21,0  | 19,0  | 16,6  |
| Biomasse          | k. A. | 0,7   | 1,6   | 11,5  | 29,1  | 44,6  | 45,7  |
| Photovoltaik      | k. A. | 0,0   | 0,0   | 1,3   | 11,7  | 38,4  | 46,2  |
| Geothermie        | 0,0   | 0,0   | 0,0   | 0,0   | 0,0   | 0,1   | 0,2   |
| Müll              | k. A. | 1,3   | 1,8   | 3,3   | 4,7   | 5,8   | 6,2   |
| Andere            | 19,3  | 17,7  | 22,6  | 23,8  | 26,6  | 27,3  | 27,0  |

(Angaben in TWh)

## Fossile Energieträger
Fossile Energieträger sind aus Biomasse entstandene Stoffe, die – durch Sedimentschichten von der Atmosphäre abgeschlossen – unter Sauerstoffabschluss verrottet sind und so ihre chemische Energie erhielten. Fossile Energieträger sind Kohle, Erdgas, Erdöl und Methanhydrat. Allen fossilen Energieträgern ist gemeinsam, dass sie nur in begrenztem Maß vorhanden sind und ihre Verwendung mit mehr oder weniger hohen CO2-Emissionen verbunden ist (siehe Treibhauseffekt, Klimawandel, Klimaschutz).

### Kohlekraftwerke

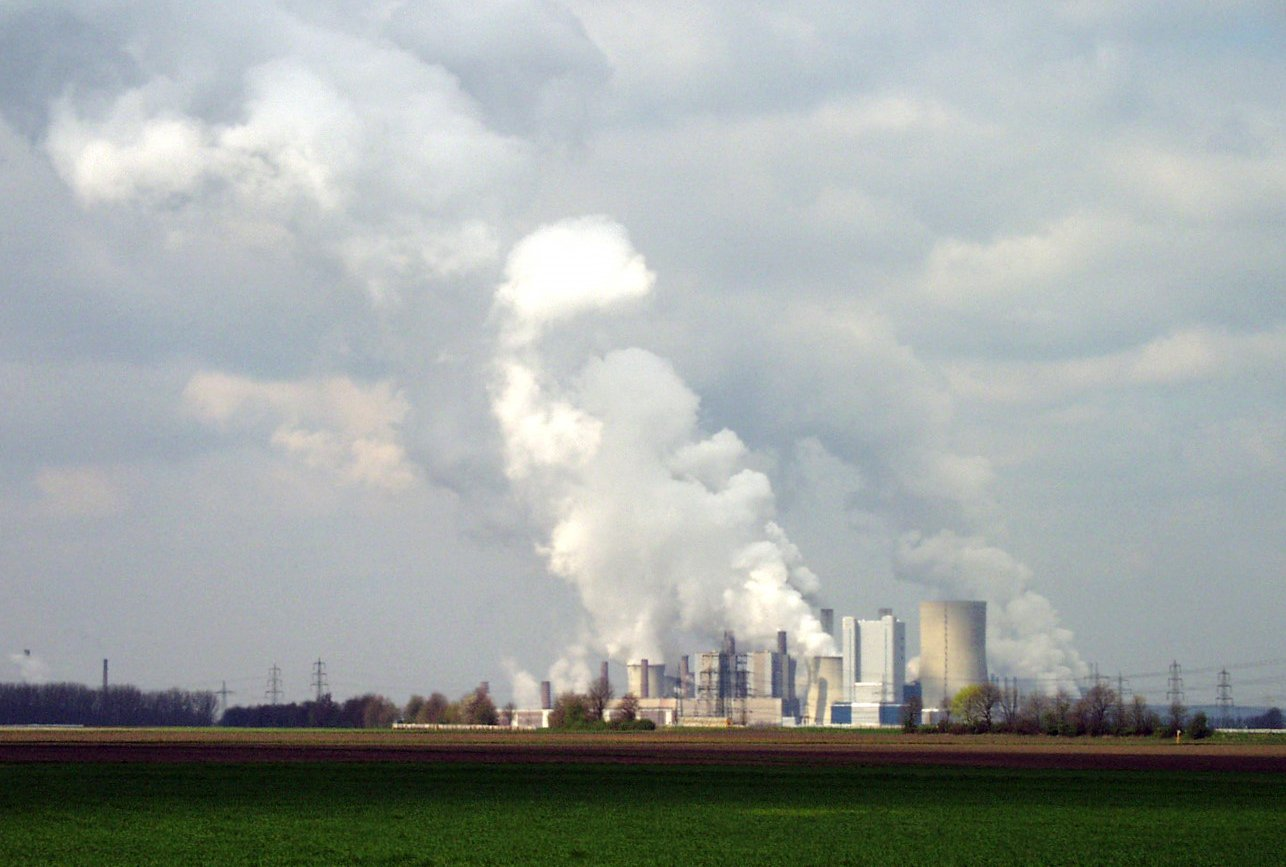
Braunkohlekraftwerk Niederaußem

Stein- und Braunkohle bildeten sich im Karbon bzw. Tertiär aus abgestorbenen Pflanzen, die im Morast absackten und langsam zusammengedrückt wurden. Der Prozess bei dem sich abgestorbenes organisches Material zuerst in Torf dann in Braunkohle und zuletzt in Steinkohle umwandelt wird als Inkohlung bezeichnet und ist durch Zunahme des relativen Kohlenstoffanteils gekennzeichnet. Daher hat Steinkohle einen höheren Heizwert als Braunkohle.
Steinkohle wird in Deutschland unter Tage in Stollen und Schächten abgebaut, während die weiter oben liegende Braunkohle nach dem Abräumen der Deckschichten (Abraum) im Tagebau abgebaut werden kann.
Kohle wird zur Stromerzeugung in Dampfkraftwerken verfeuert. Weiterhin wird Steinkohle in der Stahlherstellung und in geringem Umfang, wie auch Braunkohle, zum Betrieb von Wohnraumheizungen (Kohleöfen) verwendet.
Kohle ist ein heimischer Energieträger, sichert also Arbeitsplätze und vermindert die Importabhängigkeit. Außerdem ist Strom aus Kohlekraftwerken je nach Bedarf abrufbar, benötigt also keine Schattenkraftwerke zum Ausgleich von Schwankungen. Dies gilt für Braunkohlekraftwerke allerdings nur sehr eingeschränkt, da diese in der Grundlast, also mit konstanter Leistung betrieben werden. Heimische Steinkohle ist verglichen mit Importkohle sehr teuer und muss massiv subventioniert werden, um konkurrenzfähig zu bleiben.
Kohle ist als fossiler Energieträger nur in begrenztem Umfang vorhanden und als Grundstoff für die chemische Industrie eigentlich zu schade zum Verbrennen. Außerdem ist die Verbrennung von Kohle im Vergleich mit anderen fossilen Energieträgern mit vergleichsweise hohen CO2-Emissionen verbunden, da Kohle im Wesentlichen aus Kohlenstoff besteht. Die Verbrennung von Kohle ist zudem – bedingt durch die enthaltenen Verunreinigungen – mit relativ hohen Schadstoffemissionen (Schwefelverbindungen, Stickstoffverbindungen, Stäube) verbunden, die in modernen Kohlekraftwerken mit hohem technischen Aufwand reduziert werden. Der Tagebau bei der Braunkohle verursacht zunächst enorme Umweltschäden durch die Inanspruchnahme des Landes. Nach Jahrzehnten entstehen durch planmäßige Rekultivierung Flächen mit ähnlicher oder besserer Bodenqualität als vorher. Außerdem werden mit den auf der Braunkohle stehenden Siedlungen Kulturgüter zerstört. Nach der Verbrennung verbleiben Asche und Filterstäube, die fachgerecht entsorgt werden sowie Gips aus der Rauchgasentschwefelung, der heute in der Baustoffindustrie Verwendung findet.
Ein Kohlekraftwerk gibt auch im Normalbetrieb radioaktive Stoffe durch die Freisetzung der in der Kohle enthaltenen natürlichen Radioaktivität (40K, Uran, Thorium) mit der Abluft an die Umgebung ab. Bislang konnten jedoch keine schädlichen Belastungen für die unmittelbare Umgebung nachgewiesen werden.

### Ölkraftwerke

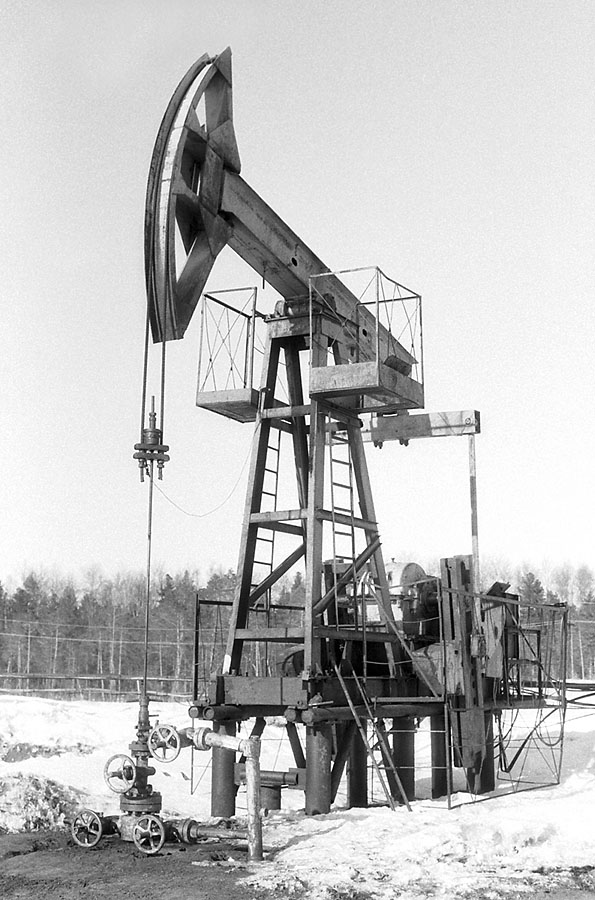
Erdölförderung in Sibirien mit einer Tiefpumpe

Erdöl entstand vor etwa 70 Millionen Jahren aus abgestorbenen Wassertieren und -pflanzen durch Sedimentation der Mikroorganismen in Verbindung mit mineralischen Schwebstoffen. Es besteht im Wesentlichen aus Kohlenwasserstoffen. Typische Verunreinigungen sind Schwefel-Verbindungen, Schwefelwasserstoff und Stickstoff-Verbindungen. Erdöl wird zur Stromerzeugung in Dampfkraftwerken, als Ausgangsstoff für Treibstoffe (Benzin, Diesel), in Ölheizungen sowie als Grundstoff in der chemischen Industrie verwendet.
Strom aus Ölkraftwerken ist je nach Bedarf abrufbar, benötigt also keine Schattenkraftwerke zum Ausgleich von Schwankungen. In geringerem Maße als Kohle ist Erdöl aus der Nordsee ein heimischer Energieträger, er sichert so in einer strukturschwachen Umgebung Arbeitsplätze. Die Vorkommen in der Nordsee sind allerdings sehr begrenzt.
Erdöl ist als fossiler Energieträger nur in begrenztem Umfang vorhanden, und als essentieller und vielseitiger Grundstoff für die chemische Industrie (Grundstoff für Schmierstoffe, Kunststoffe und vieles andere) noch bei weitem wertvoller als der Grundstoff Kohle. Die Verbrennung von Erdöl erzeugt pro gewonnener Energieeinheit mehr CO2 als die Verbrennung von Erdgas, aber weniger als die Verbrennung von Kohle. Sie ist mit relativ hohen Schadstoffemissionen (Schwefelverbindungen, Stickstoffverbindungen) verbunden, die sich nur mit hohem technischen Aufwand verringern lassen. Erdöl ist ein Umweltschadstoff (Ölpest). Die Gewinnung von Erdöl führt zu Umweltbelastungen, sowohl bei der normalen Gewinnung (Lecks) als auch bei Tankerunglücken (siehe z. B. Exxon Valdez, Amoco Cadiz u. a.). Nach der Verbrennung verbleiben Filterstäube zur Entsorgung sowie Gips aus der Rauchgasentschwefelung.
Zudem besteht ein Problem in dem Peak-Oil genannten zeitlichen Fördermaximum. Ist der Peak erreicht, beginnt die Förderrate zu sinken. Dies führt bei gleich bleibendem oder steigendem Verbrauch zur Preissteigerung und eventuell zu Versorgungsengpässen.

### Verbrennung von Erdgas
Erdgas entstand zusammen mit dem Erdöl, es ist der unter normalen Temperaturbedingungen gasförmige Anteil der Umwandlungsprodukte. Erdgas besteht vorwiegend aus Methan (CH4). Typische Verunreinigungen sind Schwefel-Verbindungen, Schwefelwasserstoff und Stickstoff-Verbindungen. Erdgas wird zur Stromerzeugung mit Gasturbinen, zum Heizen und auch als Kraftfahrzeugtreibstoff (CNG) verwendet. Erdgas ist außerdem Ausgangsstoff für Synthesegas, das in der chemischen Industrie Verwendung findet (Methanol, Wasserstoff und Ammoniak).
Erdgas enthält im Vergleich zu Kohle und Erdöl erheblich weniger Verunreinigungen (z. B. Schwefelverbindungen), setzt daher bei der Verbrennung weniger Schadstoffe frei und ist somit ein vergleichsweise umweltfreundlicher fossiler Energieträger. Erdgas enthält zudem – chemisch gesehen – einen höheren Wasserstoffanteil als Kohle oder Erdöl und setzt daher bei gleichem Energieertrag weniger Treibhausgas CO2 frei. Allerdings ist unverbranntes Methan, der Hauptbestandteil von Erdgas, selbst ein sehr effektives Treibhausgas (siehe Treibhauspotenzial). Erdgas aus Leckagen fördert also ebenfalls den Treibhauseffekt.
Erdgas wird heute zur Stromerzeugung hauptsächlich in Gasturbinen- oder GuD-Kraftwerken (Gas- und Dampfkraftwerken) eingesetzt. Diese Kraftwerke erreichen sehr hohe Wirkungsgrade, 55 bis 60 %, und können im Gegensatz zu Kohle- oder Kernkraftwerken bei Bedarf sehr kurzfristig Strom liefern, sind also spitzenlasttauglich und können gut zum Ausgleich von Lastschwankungen, Kraftwerksausfällen oder Leistungsschwankungen, z. B. von Windkraftanlagen, eingesetzt werden.

### Verbrennung von Methanhydrat
Methanhydrat (Methanklathrat, Methaneis) ist eine Einlagerungsverbindung (Klathrat), eine an milchiges Eis erinnernde Substanz, die aus Methan besteht, das physikalisch in Wasser eingelagert ist. Die Wassermoleküle umschließen das Methan vollständig.
Erstmals wurde Methanhydrat 1971 im Schwarzen Meer entdeckt. Methanhydrat bildet sich am Boden von Meeren bzw. tiefen Seen, wo der Druck um 20 bar genügend hoch und die Umgebungstemperatur mit 3 bis 4 °C niedrig genug ist.
Bei niedrigerem Druck ist Methanhydrat instabil und zersetzt sich zu Wasser und freiem Methan, das theoretisch analog zum ähnlich zusammengesetzten Erdgas genutzt werden könnte. Die größten Vorkommen von Methanhydrat wurden an den Hängen der Kontinentalschelfe ausgemacht.
Bei geschätzten zwölf Billionen Tonnen Methanhydrat ist dort mehr als doppelt so viel Kohlenstoff gebunden wie in allen Erdöl-, Erdgas- und Kohlevorräten der Welt. Die Möglichkeiten zum wirtschaftlichen Abbau der Methanhydratfelder werden derzeit im Rahmen mehrerer Versuchsprojekte u. a. in kanadischen und japanischen Küstengewässern auf ihre Machbarkeit hin geprüft. Ein kommerzieller Abbau von Methanhydraten wird ab 2015 bis 2020 für möglich gehalten. Im März 2013 gelang dem japanischen Forschungsschiff Chikyu erstmals die Offshore-Förderung von Methanhydrat in Gasform.
Über den Umfang der unbeabsichtigten Freisetzung von Methan bei der Förderung ist noch wenig bekannt. Die Verbrennung von Methanhydrat setzt etwa gleich viel CO2-Emissionen frei wie die von Erdgas, so dass diese ebenfalls zur Globalen Erwärmung beiträgt, allerdings in geringerem Maß als Kohle oder Erdöl. Weiterhin ist Methan selbst ein starkes Treibhausgas, das weitaus effektiver ist als CO2 (siehe Treibhauspotenzial). Beim Abbau müssten also hohe Ansprüche an die Vermeidung von Leckagen und anderen Methanfreisetzungen gestellt werden.
Die Ausbeutung der Methanhydratvorkommen an Kontinentalschelfen erfordert weiterhin umfangreiche Untersuchungen bezüglich der Hangstabilität. So können Hangrutsche an Kontinentalschelfen durch ihre Größe von mehreren hundert Kilometern zu Tsunamis führen.

## Müllverbrennungsanlagen
In Müllverbrennungsanlagen wird ein Teil der in Abfall enthaltenen Energie in Wärme und/oder in elektrische Energie umgeformt. Manchmal werden Müllverbrennungsanlagen fälschlicherweise den erneuerbaren Energiequellen zugerechnet. Da auch fossile Stoffe verbrannt werden, ist die Einordnung falsch.

## Regenerative Energiequellen

Bruttostromerzeugung aus erneuerbaren Energien in Deutschland

Erneuerbare Energiequellen tragen ihren Namen, weil sie im Gegensatz zu den – begrenzt vorhandenen – fossilen Energieträgern ständig direkt (Sonnenlicht) oder indirekt (Wind, Wasserkraft, Wellenenergie, Biomasse, Muskelkraft) von der Sonne oder aus anderen, nicht-fossilen Quellen (Geothermie: radioaktiver Zerfall im Erdinneren, Gezeitenkraftwerke: Bewegung von Mond und Erde) gespeist werden. Sie gehen daher nach menschlichen Maßstäben nie zur Neige. Regenerative Energiequellen werden seit Tausenden von Jahren von der Menschheit genutzt. Industriell sind sie aber, abgesehen von Wasserkraftwerken, derzeit durch hohe Anfangsinvestitionen und nicht stetigen Energiefluss noch unattraktiv. Deshalb wird die Nutzung von regenerativen Energiequellen in vielen Ländern von den Regierungen durch Subventionen gefördert. Dies soll den Einsatz attraktiv machen und die Weiterentwicklung fördern. Die Erzeugung von erneuerbarer Energie ist – vom Bau der Kraftwerke abgesehen – CO2-frei und setzt keine weiteren Schadstoffe frei.

### Windkraftanlagen

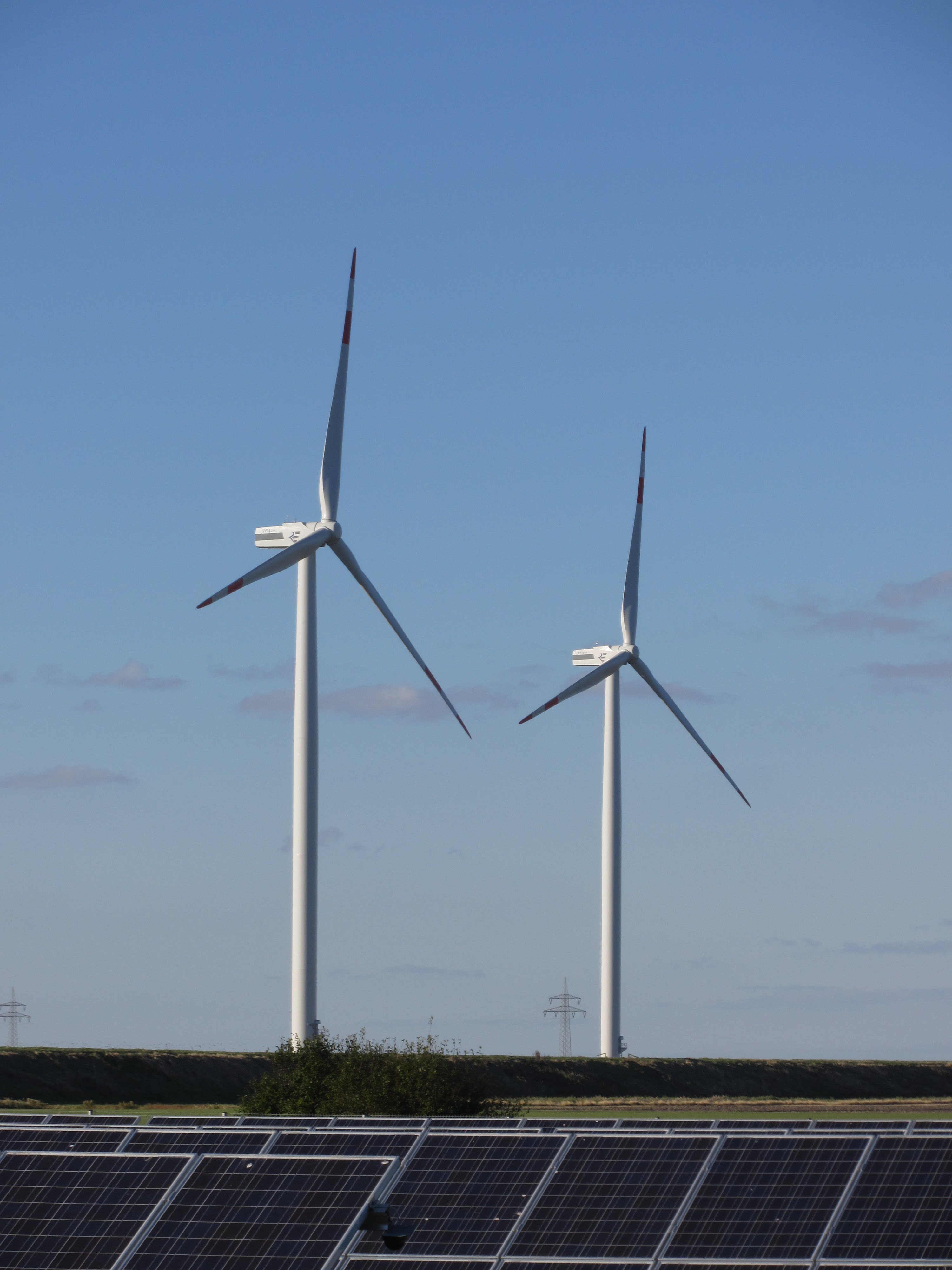
Moderne Windkraftanlagen der 3-MW-Klasse, im Vordergrund eine Photovoltaik-Freiflächenanlage

Unterschiedlich warme Luftschichten führen zu einer Verfrachtung von Luft, die als Wind bezeichnet wird. Windkraftanlagen nutzen heute die Bewegungsenergie des Windes, um diese mit Hilfe von Propellern in mechanische Energie und schließlich in einem Generator in elektrische Energie umzuwandeln. Windenergie wurde bereits seit dem 10. Jahrhundert in Windmühlen genutzt, um Getreide zu mahlen.
Die energetische Amortisationszeit ist extrem kurz, sie liegt bei wenigen Monaten bis zu einem Jahr. Die Nutzung der Windenergie birgt keine nennenswerten Sicherheitsrisiken. Eine Windkraftanlage ist sehr zuverlässig, die technische Verfügbarkeit liegt zwischen 95 und 99 %, die energetische bei ca. 70 und 85 %. Alle installierten Windkraftanlagen zusammen können weder gleichzeitig ausfallen, noch ist es wahrscheinlich, dass sie gleichzeitig keinen oder maximalen Strom liefern. Dazu ist die Windenergie unabhängig von Brennstoffen und deren Preisentwicklung; die Stromkosten entstehen fast ausschließlich durch Kosten für die Finanzierung der notwendigen Investitionen. Dieser Faktor führt dazu, dass bei weiter steigenden konventionellen Energiepreisen die Stromgewinnung aus Windenergie konkurrenzfähiger wird. Als rein einheimische Energiequelle verringert sie die Abhängigkeit von den globalen Preissteigerungen anderer Energiequellen.
Windkraftanlagen sind direkt von den gerade herrschenden Windverhältnissen abhängig, die Erzeugung schwankt also. Bei Windstille oder zu starkem Wind erzeugen sie keinen Strom. Die Anlaufgeschwindigkeit typischer Windkraftanlagen liegt bei 2–4 m/s, während die Abschaltgeschwindigkeit bei den meisten Anlagen ca. 25 m/s beträgt, bei ausgesprochenen Schwachwindanlagen z. T. auch nur 20 m/s. Allerdings existiert bei bestimmten Windkraftanlagen die Möglichkeit, sie auch bei höheren Windgeschwindigkeiten bis über 30 m/s in einem leistungsreduzierten Betrieb weiter zu betreiben, wodurch einerseits die Stromausbeute erhöht wird, andererseits aber auch der Bedarf an Regelenergie sinkt, da bei Sturm nur ein Teil der Leistung vom Netz geht. Die Einbindung größerer Mengen von Windenergie erfordert den Einsatz von regelbaren Kraftwerken wie fossilen oder mit Biomasse befeuerten Kraftwerken bzw. langfristig von Stromspeichern. Bisher dienen vor allem konventionelle Kraftwerke dazu, die Schwankungen der Windenergie ausgleichen. Durch die mittlerweile recht gute Prognostizierbarkeit des Windangebots sinkt der notwendige Anteil an erforderlicher Regelenergie aber auf unter 10 % der Windenergiekapazität und kann von bestehenden Kraftwerken innerhalb ihrer üblichen Regeltätigkeit aufgebracht werden. Der Großteil der Ausgleichsenergie wird hingegen innerhalb der bestehenden Kraftwerksfahrpläne von Mittellastkraftwerken erbracht. Deren Wirkungsgradreduzierung liegt, wie bei der Regeltätigkeit durch wechselnden Bedarf, bei nur wenigen Prozentpunkten.

### Sonnenenergie in direkter Nutzung
Zur direkten Nutzung der Energie aus der Strahlung der Sonne kann diese entweder direkt (Photovoltaik) oder indirekt (solarthermisch) in elektrischen Strom verwandelt oder unmittelbar als Solarwärme genutzt werden. Es fallen keine Brennstoffkosten an, ein Solarkraftwerk benötigt allerdings einen gewissen Wartungsaufwand.
Das Angebot an Sonnenenergie ist an das Tageslicht gebunden und daher schwankend (Tag/Nacht, Wetter, Jahreszeit), daher ist die Gewinnung von Solarstrom mit dem Einsatz von steuerbarer fossilen oder regenerativen (Schattenkraftwerke) bzw. langfristig Speicherkraftwerken verbunden. Solarthermische Kraftwerke in vielen klimatisch günstigeren Regionen (Südeuropa, Afrika, Amerika etc.) sind geplant, in Mitteleuropa wegen der zu geringen direkten Sonneneinstrahlung aber nicht wirtschaftlich.

#### Photovoltaik

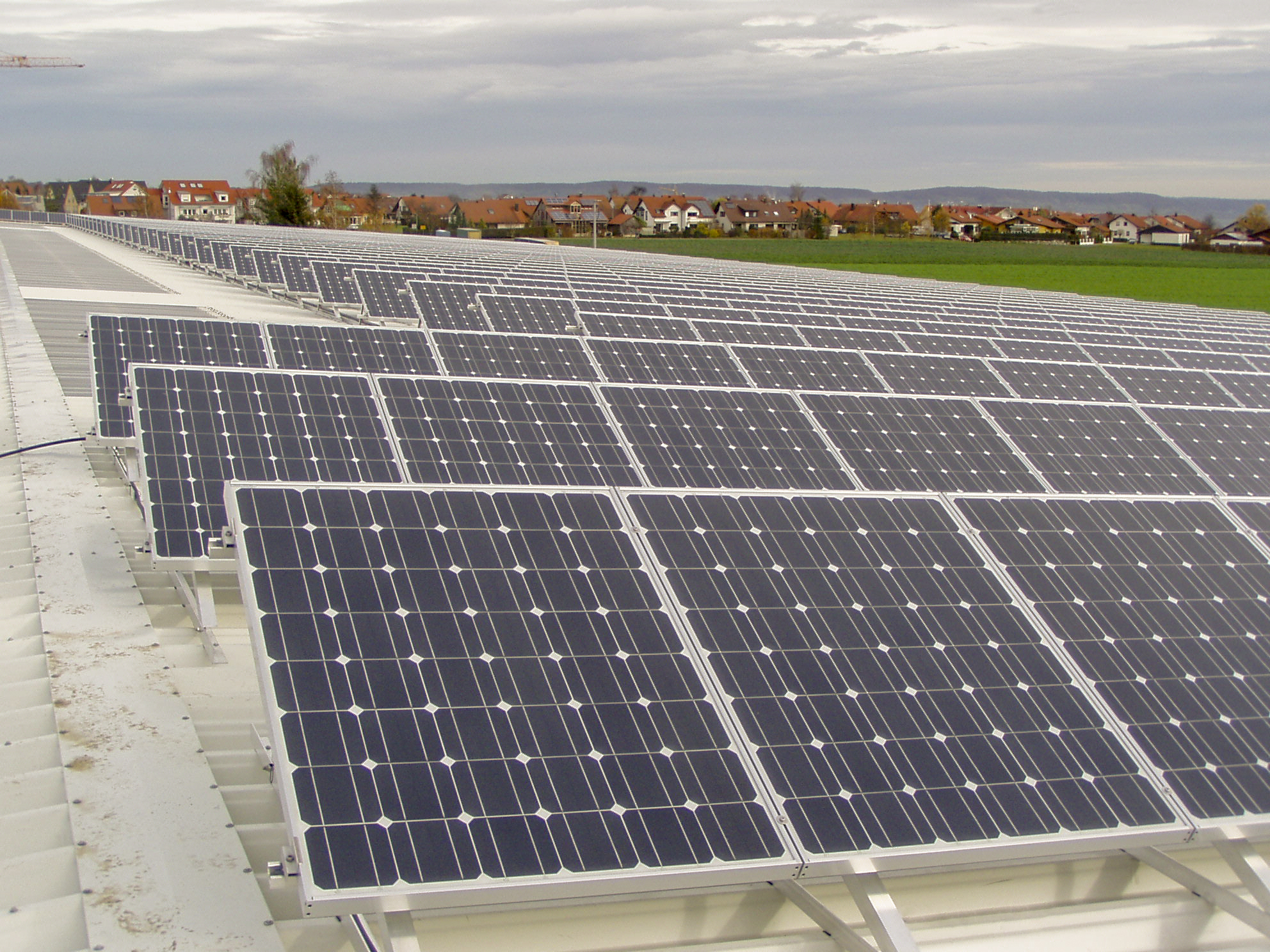
Photovoltaikanlage auf einem Gewerbegebäude

Bei der Photovoltaik wird Sonnenlicht mittels Solarzellen direkt in elektrischen Gleichstrom umgewandelt.
Die energetische Amortisationszeit ist relativ kurz, sie liegt bei wenigen Jahren. Das Sonnenenergieangebot folgt zeitlich grob dem jeweils aktuellen Strombedarf, tagsüber und gerade zur Mittagsspitze erreicht die Solarenergie ihr Angebotsmaximum, sie ist somit sehr gut für Mittellastdeckung geeignet und aufgrund dessen ein Baustein im Energiemix. Dazu ist die Photovoltaik unabhängig von Brennstoffen und deren Preisentwicklung; die Stromkosten entstehen ausschließlich durch Investitions- und (geringe) Wartungskosten. Dieser Faktor ermöglicht, dass bei weiter steigenden konventionellen Energiepreisen die Stromkosten aus Photovoltaik kontinuierlich sinken werden. Solarenergie ist eine rein einheimische Energiequelle, kann aber die Abhängigkeit von globalen Preissteigerungen anderer Energiequellen nicht verhindern. Eine Photovoltaikanlage ist sehr zuverlässig und praktisch wartungsfrei. Alle installierten Anlagen zusammen können nicht gleichzeitig ausfallen. Sie liefern bei Dunkelheit zwar keinen Strom, dann aber ist auch der Strombedarf geringer. In Deutschland ist die Photovoltaik vorwiegend als dezentrale Technik realisiert.

#### Nutzung von Solarthermie

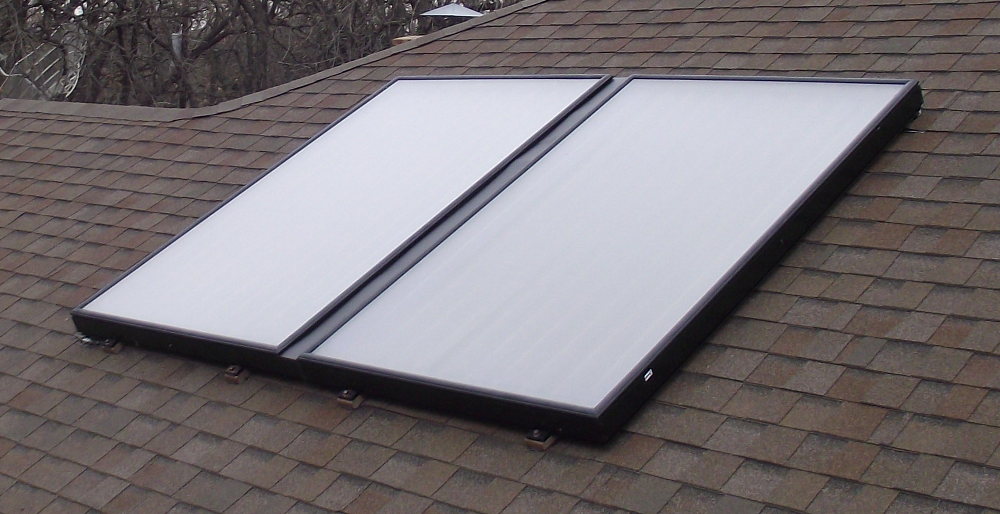
Sonnenkollektoren auf einem Dach

Bei der Solarthermie (Solarwärmenutzung) wird die beim Auftreffen des Sonnenlichts auf eine Oberfläche durch Absorption entstehende Wärme in Sonnenkollektoren über ein Trägermedium (z. B. Wasser) gesammelt und zum Heizen oder zur Brauchwassererwärmung genutzt. Eine Nutzung zur Stromgewinnung ist in Mitteleuropa ökonomisch nicht zu realisieren.
Das Angebot an Sonnenenergie ist an das Tageslicht gebunden und daher schwankend (Tag/Nacht, Wetter, Jahreszeit); Tageszeit- und Wetterschwankungen lassen sich allerdings bei der Solarwärmenutzung mittlerweile durch Wärmespeichertechniken (z. B. Latentwärmespeicher) weitgehend ausgleichen. Die jahreszeitlichen Schwankungen sind gravierender, da Solarwärme für Heizzwecke genau dann am wenigsten zur Verfügung steht, wenn man sie benötigt. Eine langfristige Speicherung von Wärme vom Sommer zum Winter ist trotz der thermischen Verluste technisch möglich, jedoch nur in manchen Fällen wirtschaftlich.

#### Solarthermische Kraftwerke und Aufwindkraftwerke

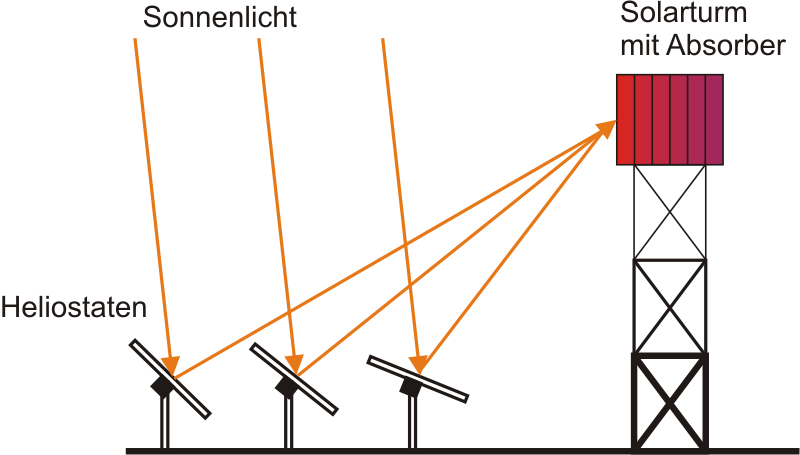
Schema eines Solarturmkraftwerks

Bei Sonnenwärmekraftwerken wird das Sonnenlicht über eine große Anzahl von Spiegeln auf einen Kollektor konzentriert, wodurch die für ein Kraftwerk mit Dampfkreislauf notwendigen Temperaturen erreicht werden. Probleme bereitet die Kühlung des Dampfes nach der Turbine, weil in den sonnenreichen Gebieten meist Wassermangel herrscht.
Aufwindkraftwerke erzeugen durch eine geeignete Konstruktion (ein umgekehrter Trichter) einen starken thermischen Aufwind, der sich mit Turbinen nutzen lässt. Wegen zu geringer Sonnenstrahlung sind diese Kraftwerke in Deutschland nicht einsetzbar.

### Wasserkraftanlagen

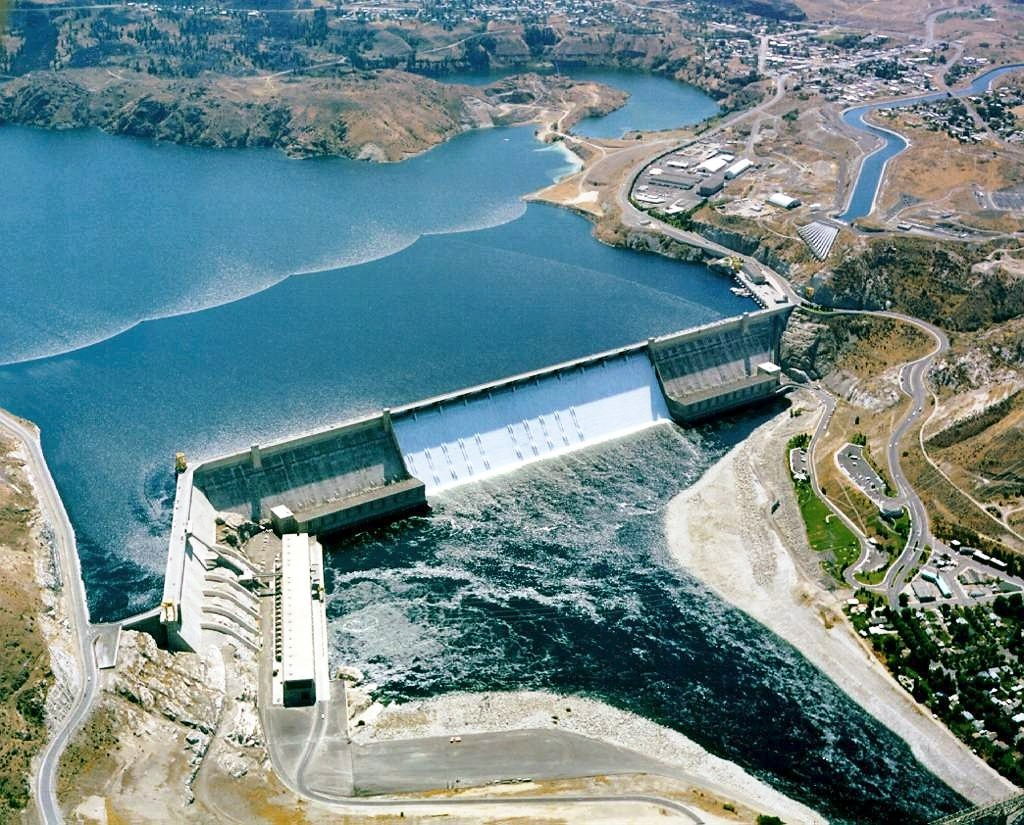
Wasserkraftwerk Grand Coulee Dam, USA

Wasserkraftwerke nutzen die Energie aus der Erdanziehung oder Bewegungsenergie von stetig fließendem Wasser, um daraus mittels Wasserturbinen mechanische Energie und daraus wiederum elektrische Energie zu gewinnen. Da der natürliche Wasserkreislauf von der Sonne angetrieben wird, ist Wasserkraft indirekt eine Form der Solarenergie. Wasserkraft wird im Wesentlichen zur Erzeugung von Strom genutzt, die direkte Verwendung mechanischer Arbeit (Wassermühlen) ist eher verschwindend gering. Strom aus Wasserkraftwerken ist nach Bedarf abrufbar, benötigt also keine Schattenkraftwerke zum Ausgleich von Schwankungen.
Die für Wasserkraftwerke in der Regel nötigen Stauseen sind auf geeignete, nur begrenzt zur Verfügung stehende Geländestrukturen angewiesen. Wasserkraft ist also von der gewinnbaren Menge her stark begrenzt; die Möglichkeiten in Deutschland sind weitgehend ausgereizt. Außerdem ist die Anlage von Stauseen flächenintensiv. Wenn beim Anlegen von Stauseen Wälder geflutet werden, entsteht bei der nachfolgenden Verrottung des organischen Materials eine große Menge Methan, das als Treibhausgas wirkt. Außerdem wird bei dem Prozess Sauerstoff verbraucht, so dass in dieser Phase (die viele Jahre dauern kann) der Stausee für Wasserbewohner ziemlich lebensfeindlich ist.

#### Gezeitenkraftwerke

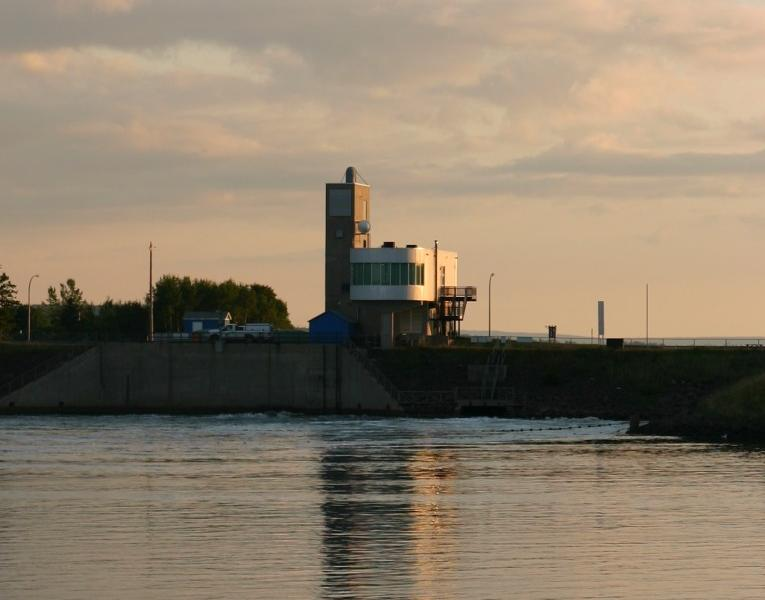
Gezeitenkraftwerk in Kanada

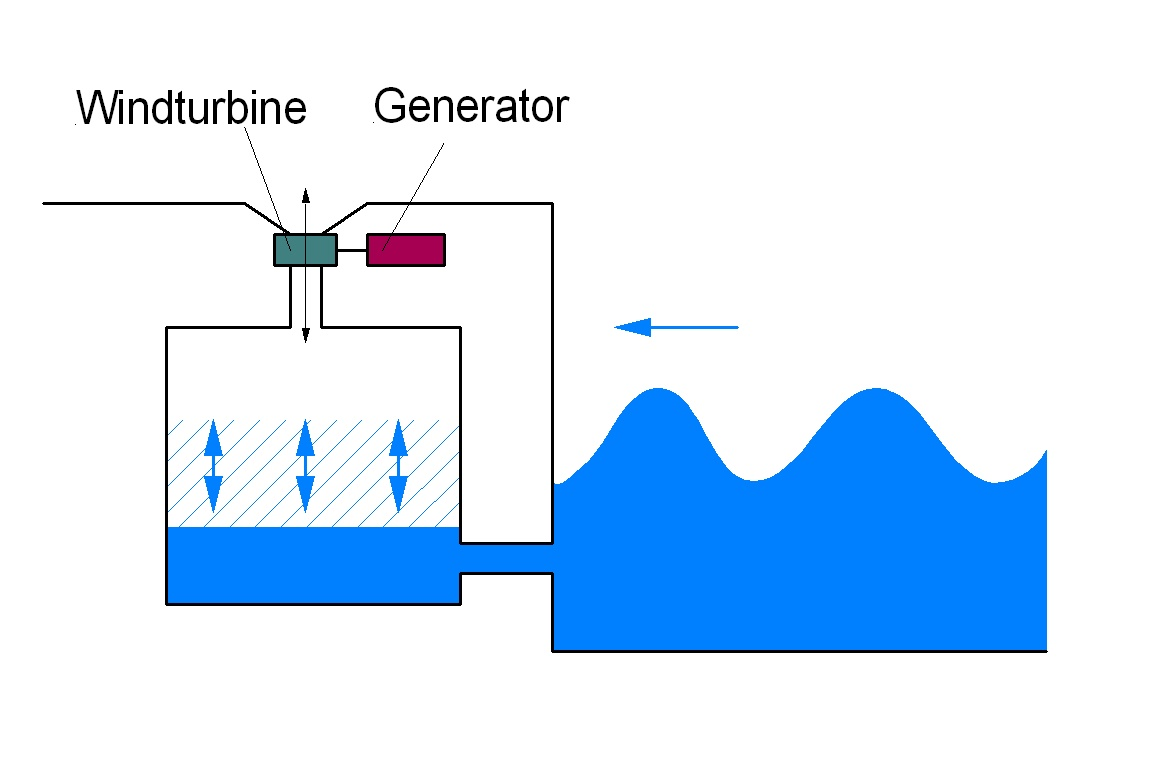
Schema eines Wellenkraftwerks mit pneumatischer Kammer

Gezeitenkraftwerke nutzen die kinetische Energie der mit den Gezeiten verbundenen Meeresströmungen, um daraus elektrische Energie zu gewinnen. Dazu werden in geeignet geformten Flussmündungen oder an ähnlichen Küstenlinien mit starkem Tidenhub Staudämme mit Turbinen errichtet. Eines der bekanntesten Gezeitenkraftwerke ist das Gezeitenkraftwerk Rance in der Mündung der Rance bei Saint-Malo, Frankreich.
Gezeitenkraftwerke sind nur an Orten rentabel, die eine geeignete Küstenlinie mit einem starken Tidenhub aufweisen; solche Orte sind nur sehr begrenzt verfügbar. Die ständige Korrosion durch das Salzwasser bewirkt hohe Unterhaltungskosten. Außerdem stellen Gezeitenkraftwerke unter Umständen einen erheblichen Eingriff in teilweise sehr sensible Ökosysteme dar.

#### Meeresströmungskraftwerke
Ein Meeresströmungskraftwerk nutzt die kinetische Energie aus der natürlichen Meeresströmung zur Bereitstellung von elektrischem Strom.
Derzeit (Stand: 2004) gibt es einige Meeresströmungskraftwerke im Erprobungsstadium:
- Seaflow
- Kobold (Straße von Messina)
- Hammerfest (Norwegen)

Das Seaflow wurde von der Universität Kassel geplant und mit Unterstützung eines britischen Ministeriums vor der Küste von Cornwall in der Straße von Bristol im Südwesten Englands gebaut. Zurzeit wird es getestet.

#### Wellenkraftwerke

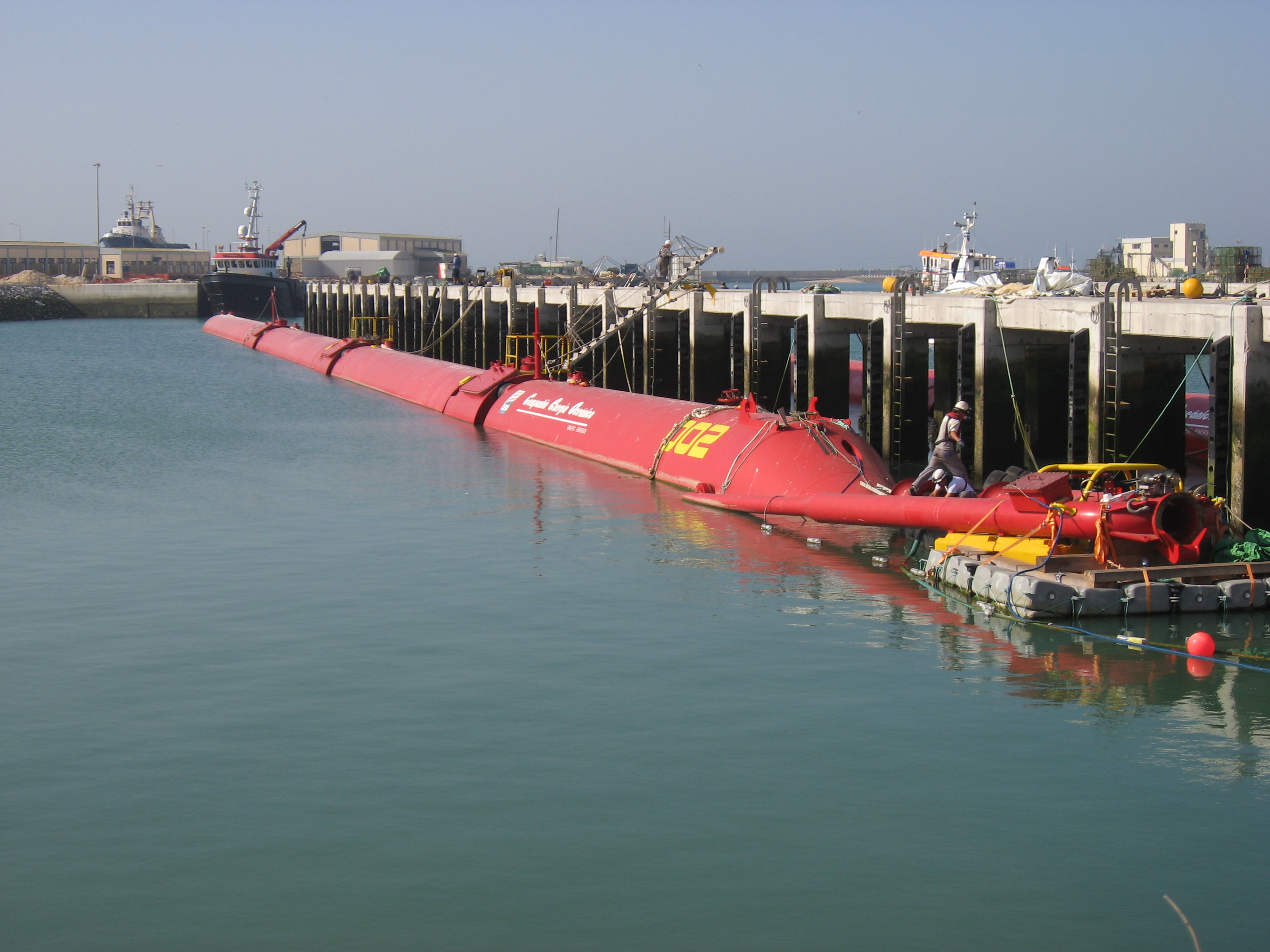
Wellenkraftwerk bei letzten Tests im Hafen von Peniche, Portugal

Wellenkraftwerke nutzen die Energie der durch den Wind auf der Wasseroberfläche des Meeres erzeugten Wellen. Die Entwicklung steht derzeit noch am Anfang. Es gibt seit 2000 das weltweit erste Wellenkraftwerk mit einer Pneumatischen Kammer, das Strom in ein kommerzielles Stromnetz einspeist. Statt der erwarteten Jahresdurchschnittsleistung von 500 kW wurde 2005/2006 jedoch nur 21 kW erreicht.
Wellenkraftwerke mit Auftriebskörpern sind noch in der Erprobungsphase. Ende 2007 sollten die 3 ersten Anlagen vor Portugal in Betrieb gehen. Sie nutzen in Schlangenform die Wellenbewegung um zwischen mehreren Gliedern die Bewegung hydraulisch auf Generatoren zu übertragen. Viele Versuchsanlagen wurden durch Winterstürme zerstört, die etwa hundertmal so viel Leistung liefern wie die Wellenbewegung während der anderen Jahreszeiten. Da deshalb mit Wellenkraftwerken noch keine ausreichenden Erfahrungen vorliegen, weiß man über die ökologischen Auswirkungen, z. B. auf Meereslebewesen, bisher wenig.

#### Osmosekraftwerke

Grundlegendes Prinzip eines Osmosekraftwerks

Osmosekraftwerke sind Wasserkraftwerke, die aus dem unterschiedlichen Salzgehalt von Süß- und Salzwasser Energie gewinnen können. So durchdringt nach dem Prinzip der Osmose eine ionenarme Flüssigkeit (z. B. das Süßwasser aus einem Fluss) eine Membrane in Richtung einer ionenreicheren Flüssigkeit (z. B. Meerwasser), wobei sich ein Osmosedruck aufbaut. Bei geeignetem Aufbau kann der Flüssigkeitsstrom eine Turbine antreiben und dabei Strom erzeugen.
In Skandinavien gibt es bereits Versuchsanlagen an Flussmündungen, das Verfahren ist jedoch noch weit von der Wirtschaftlichkeit entfernt. Ein ungelöstes Problem ist die schnelle Verschmutzung der Membran. Wesentlicher Vorteil wäre (im Gegensatz z. B. zu Wind und Sonne) die stetige Verfügbarkeit von Energie, solange sowohl Süß- als auch Salzwasser verfügbar ist.

### Nutzung von Erdwärme (Geothermie)

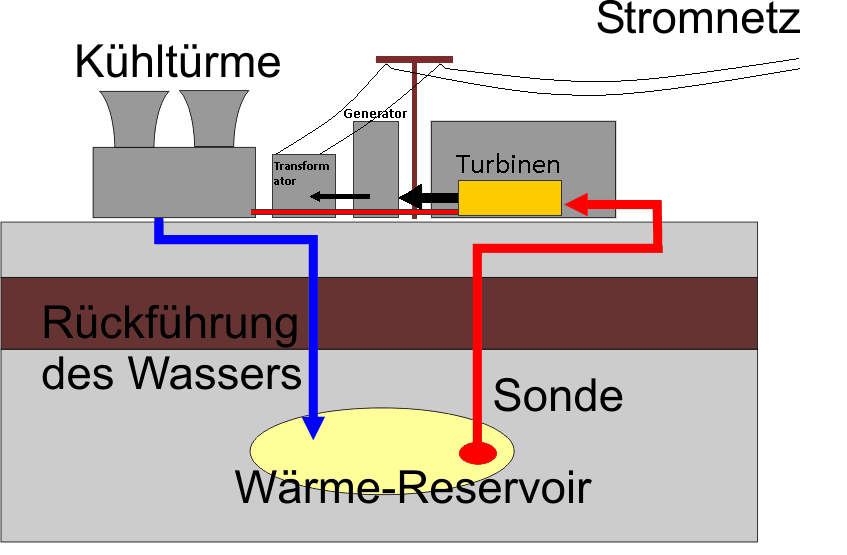
Schemazeichnung für die Stromgewinnung aus Geothermie

Die geothermische Energie ist die in Form von thermischer Energie (umgangssprachlich Wärme) gespeicherte Energie unterhalb der Erdoberfläche. Im Erdinneren sind immense Mengen (rund 1.011 Terawattjahre) an thermischer Energie gespeichert, die teilweise aus der Zeit der Erdentstehung erhalten sind, überwiegend aber durch den Zerfall natürlicher radioaktiver Isotope entstehen. Die Temperatur im Erdkern beträgt schätzungsweise 6000 °C, im oberen Erdmantel noch 1300 °C. 99 % des Erdballs sind heißer als 1000 °C, nur 0,1 % sind kühler als 100 °C. Dabei nimmt im Schnitt die Temperatur um 3 °C pro 100 m Tiefe zu. Manche Gebiete haben jedoch einen höheren Temperaturgradienten, so zum Beispiel Gebiete in den USA, Italien, Island, Indonesien oder Neuseeland. Werden offenen Kreisläufe verwendet, kann die Nutzung der Erdwärme zur Stromerzeugung Schadstoffe, wie im Wasser gelöste Salze und Gase, freisetzen. Daher werden üblicherweise geschlossene Kreisläufe mit Wärmetauscher verwendet.

### Umwandlung von Biomasse

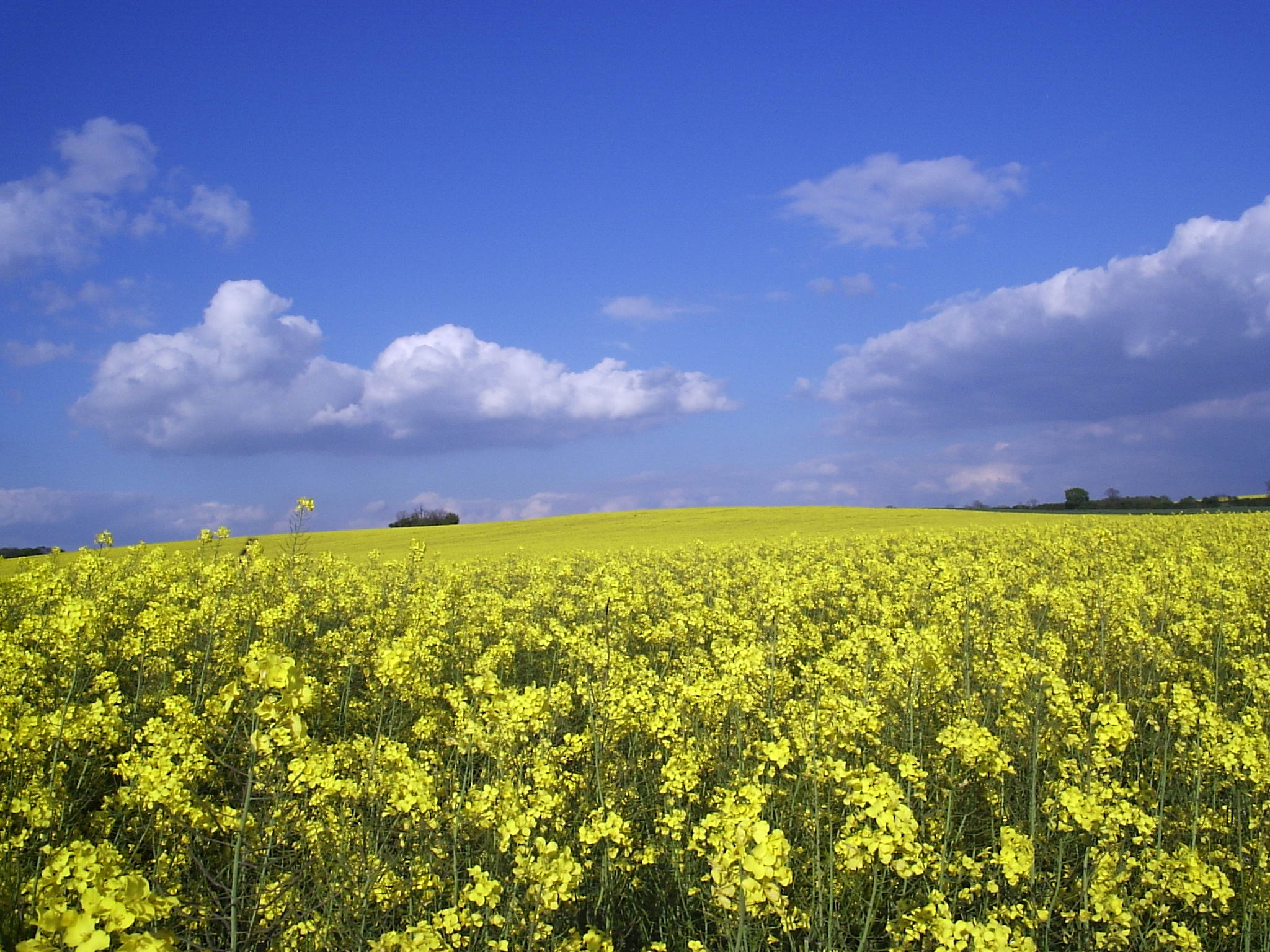
Rapsfeld

Biomasse zählt zu den nachwachsenden Rohstoffen, d. h., sie steht nicht unbegrenzt zur Verfügung (wie etwa Windenergie), kann jedoch (im Gegensatz zu fossilen Energieträgern) nach dem Ernten innerhalb kurzer Zeit auf natürliche Weise wieder entstehen. Biomasse entsteht durch die Umwandlung von Energie aus der Sonnenstrahlung mit Hilfe von Pflanzen über den Prozess der Photosynthese in organische Materie. Biomasse stellt damit gespeicherte Sonnenenergie dar. Der Unterschied von Biomasse zu anderen Nutzungsarten der Sonnenenergie ist deren Unabhängigkeit von den Zeiten der Sonneneinstrahlung. Biomasse lässt sich in vielen unterschiedlichen Arten nutzen, z. B. durch:
- die direkte Verbrennung von Holz und anderer Biomasse (die älteste Nutzung von Biomasse zur Energiegewinnung),
- Umwandlung durch Mikroorganismen in Biogas, das für Kraftwerke, als Treibstoff, oder zum Heizen verwendet werden kann sowie
- Umwandlung durch chemische Prozesse, z. B. in Biodiesel oder Alkohole.

Die zur Verwendung tauglichen biologischen Stoffe sind ebenfalls vielfältig, so können neben Pflanzlichen Ölen und Früchten für Biodiesel auch die restlichen Teile der Pflanzen, wie Holz, Stroh usw. für z. B. BtL-Kraftstoff sowie tierische Exkremente für Biogas und biologische Siedlungsabfälle (Deponiegas) zur Gewinnung von Heizstoffen eingesetzt werden.
Biomasse ist als Nischen-Energiequelle sinnvoll, soweit sie Abfallprodukte land- und forstwirtschaftlicher Prozesse bzw. biologisch abbaubare Siedlungsabfälle nutzt und bei deren Beseitigung mithilft. Ein großmaßstäblicher Einsatz mit speziell hierzu erzeugter Biomasse, z. B. zur großmaßstäblichen Umstellung von Diesel auf Biodiesel, scheitert weitgehend am enormen Flächenaufwand bei der Erzeugung der Biomasse. Zudem sind die ökologischen Belastungen bei der intensiven landwirtschaftlichen Nutzung problematisch. Nicht zuletzt ist die Ressource Biomasse durch die Erzeugungskapazität der Erde begrenzt (Energiebeitrag der Sonne, verfügbare Fläche) und durch den Menschen schon in erheblichem Maß genutzt.

## Nukleare Energiequellen

### Kernkraftwerke

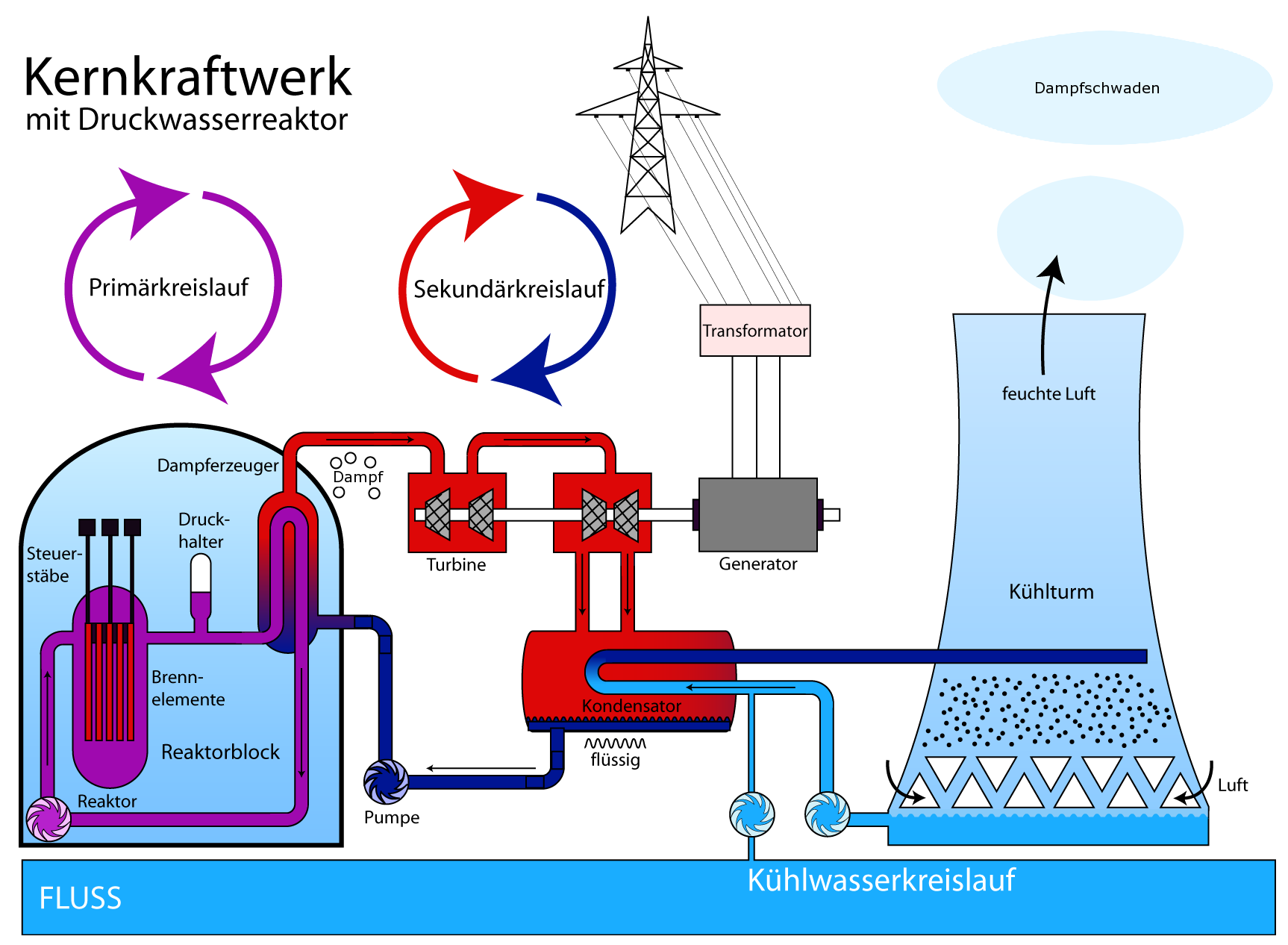
Schema eines Kernkraftwerks mit Druckwasserreaktor

Bei der Kernspaltung von Uran oder Plutonium entstehen Energie und Neutronen, die ihrerseits wiederum weitere Spaltungen auslösen. Diese bei dieser Kettenreaktion frei werdende Energie wird in einem Kernreaktor kontrolliert genutzt.
Der Betrieb eines Kernkraftwerkes setzt weder CO2 noch andere klimaschädliche Schadstoffe frei.
Kernkraftwerke sind – von jährlichen Wartungen abgesehen – hochverfügbar (mehr als 90 %), eignen sich besonders für eine konstante Leistungsabgabe und sind daher klassische Grundlastkraftwerke. Kernkraftwerke sind langlebig, einige haben in den USA Verlängerungen der Betriebsgenehmigungen auf bis zu 60 Jahre Laufzeit erhalten.
Die Grenzkosten der Stromerzeugung in Kernkraftwerken liegen deutlich unter denen eines Kohlekraftwerkes. Jedoch dürften die gesamtwirtschaftlichen Durchschnittskosten signifikant höher ausfallen, da im Nachgang der Nutzung der Kernenergie sehr hohe Kosten für den aufwendigen Rückbau der radiologisch kontaminierten Kraftwerksanlage sowie die dauerhafte sichere Lagerung des verbrauchten Kernbrennstoffes entstehen. Insbesondere die Endlagerproblematik ist bisher weltweit ungelöst, was dazu führt, dass die genauen Kosten noch nicht absehbar sind.
Ein Kernkraftwerk gibt auch im Normalbetrieb geringe Mengen radioaktiver Stoffe mit Abluft (Edelgase) und Abwasser an die Umgebung ab. Die dadurch hervorgerufene Strahlenbelastung der Bevölkerung liegt weit unterhalb der Schwankungsbreite der natürlichen Strahlenbelastung und ist auch etwa 50-mal geringer als die Strahlenbelastung, die beispielsweise ein Kohlekraftwerk durch die Freisetzung der im Brennstoff enthaltenen natürlichen Radioaktivität (40K, Uran, Thorium) abgibt. Trotzdem sind laut einer Studie, deren Ergebnis das Bundesamt für Strahlenschutz bestätigt, in der Nähe von Kernkraftwerken bei Kindern häufiger Krebserkrankungen zu beobachten.

### Radioaktiver Zerfall

Radionuklidbatterie

In Radionuklidbatterien wird der radioaktive Zerfall instabiler Nuklide zur thermoelektrischen Stromerzeugung und für Heizzwecke genutzt. Bezogen auf die Masse sind die elektrische Leistung und die gesamte Energieausbeute gering im Vergleich zu anderen Energiequellen. Jedoch sind Radionuklidbatterien sehr robust, wartungsfrei und langlebig. Wegen dieser Eigenschaften wurden sie für Herzschrittmacher verwendet. Eine weitere Anwendung finden sie in Raumsonden für das äußere Sonnensystem, wo die Sonnenstrahlung nicht für eine Energieversorgung mit Solarzellen ausreicht.